# Stade Gaston Petit
Das Stade Gaston Petit ist ein Fußballstadion in der französischen Châteauroux, Département Indre in der Region Centre-Val de Loire. Es ist die Heimspielstätte des Fußballvereins LB Châteauroux.

## Geschichte
Die Pläne für den Bau eines Stadions gehen auf das Jahr 1929 zurück. Es dauerte bis 1964 zur Eröffnung eines Stadions in Châteauroux. Seinen derzeitigen Namen hat es vom ehemaligen Bürgermeister von Châteauroux (1967–1971) Gaston Petit. Nachdem der LB 1997 in die erste Liga aufstieg wurde die Spielstätte renoviert und erweitert. Seine heutige Kapazität liegt bei 17.702 Plätze,  davon 14.500 Sitzplätze. Der Rekordbesuch stammt vom 24. Januar 1998 aus dem Spiel LB Châteauroux gegen Olympique Marseille (0:3) vor 15.896 Zuschauern.

## Galerie

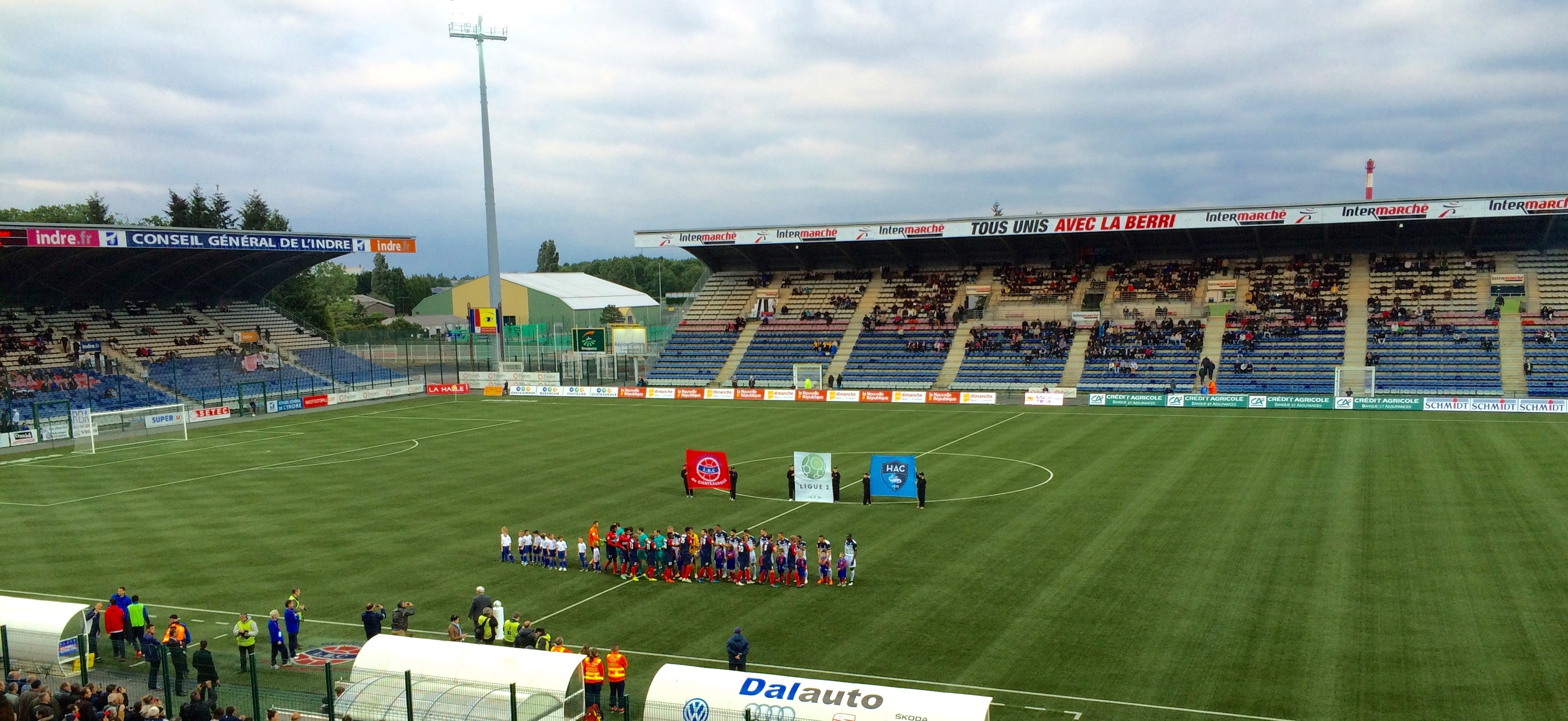
Der Stadioninnenraum im Mai 2015